# Serge Akakpo
Serge Akakpo   (Ogou, 15 d'octubre de 1987) és un futbolista togolès de la dècada de 2010.
Fou internacional amb la selecció de futbol de Togo.
Pel que fa a clubs, destacà a AJ Auxerre.